# Rupert Mitford, 6. Baron Redesdale

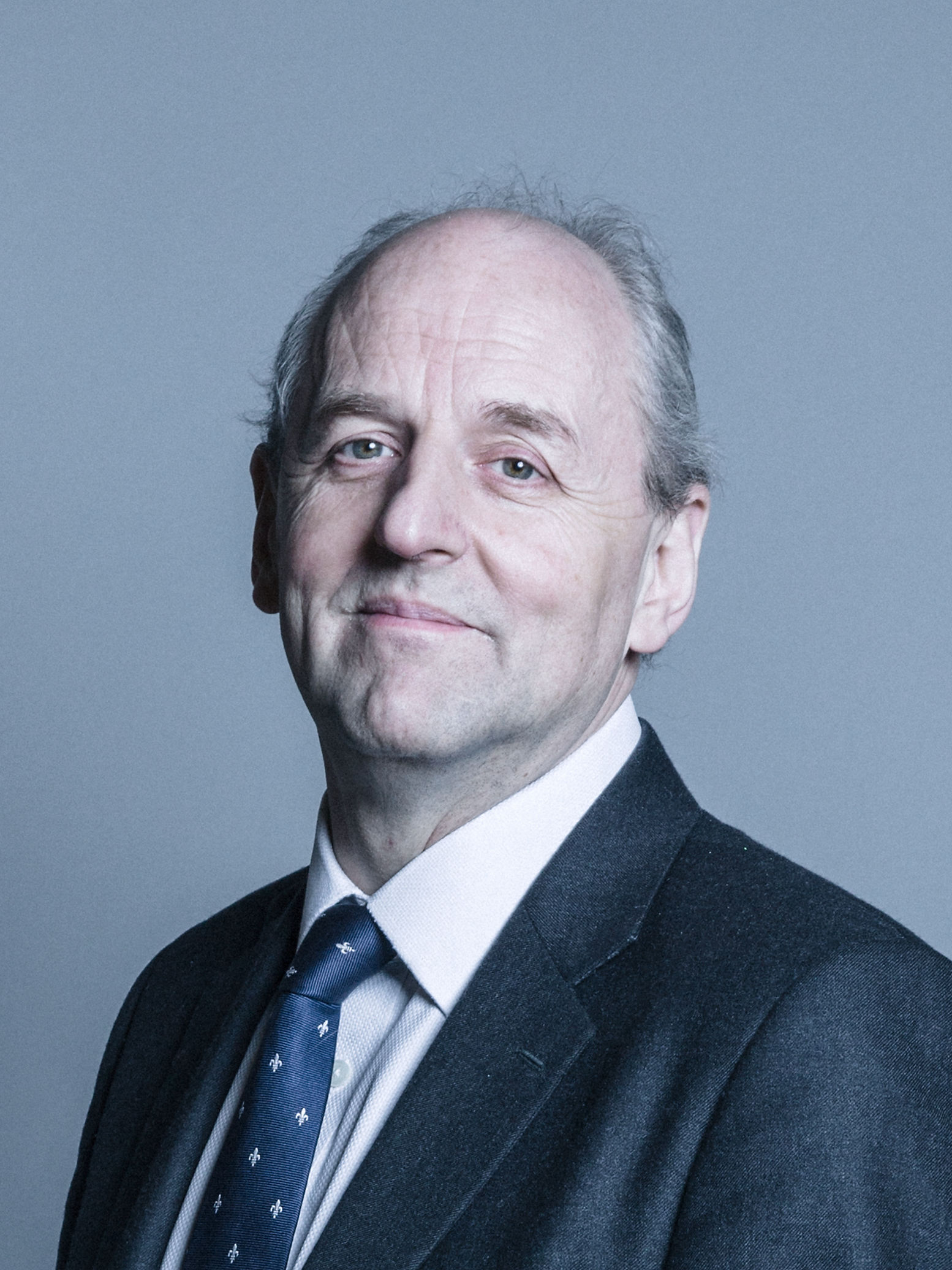
Rupert Mitford, 6. Baron Redesdale

Rupert Mitford, 6. Baron Redesdale (geborener Freeman-Mitford, * 18. Juli 1967 in London) ist ein britischer Politiker (Liberal Democrats) und Peer.

## Leben
Er ist das sechste Kind und der einzige Sohn des Clement Freeman-Mitford, 5. Baron Redesdale (1932–1991) aus dessen Ehe mit Sarah Todd. Er besuchte die Milton Abbey und die Highgate School und studierte danach an der Newcastle University. Das Studium schloss er mit dem B.A. ab. Vor 1991 änderte Rupert seinen Familiennamen von Freeman-Mitford zu Mitford.
Rupert Mitford, der der Anglikanischen Kirche angehört, ist seit 1998 mit Helen Shipsey verheiratet und hat zwei Söhne und zwei Töchter. Er lebt nahe Regent’s Park in London sowie in Northumberland.

## Politik
Beim Tod seines Vaters erbte er 1991 dessen Adelstitel Baron Redesdale, of Redesdale in the County of Northumberland, und den dazugehörigen Sitz im House of Lords. Mit dem House of Lords Act wurden im November 1999 die erblichen Parlamentssitze abgeschafft und Lord Redesdale verlor seinen Sitz im Oberhaus. Am 18. April 2000 wurde ihm zusätzlich zu seinem ererbten Adelstitel der nicht-erbliche Adelstitel Baron Mitford, of Redesdale in the County of Northumberland, verliehen und er konnte als Life Peer erneut einen Sitz im House of Lords einnehmen.
Lord Redesdale ist Schirmherr verschiedener gemeinnütziger Organisation, darunter die Red Squirrel Protection Partnership, einer Organisation zum Schutz der Eichhörnchen vor den zugewanderten Grauhörnchen. Rupert Mitford leitet die Anaerobic Digestion and Biogas Association und die All-Party Parliamentary Archaeology Group. Seit 2012 steht er der Carbon Management Association und der Energy Managers Association vor.